# Leucocelis viridissima
Leucocelis viridissima är en skalbaggsart som beskrevs av Lansberge 1882. Leucocelis viridissima ingår i släktet Leucocelis och familjen Cetoniidae. Inga underarter finns listade i Catalogue of Life.